# Carácter (álbum)
Carácter  es el cuarto álbum de estudio y quinto en general de la rapera y cantante cristiana dominicana Lizzy Parra.
El álbum se caracteriza por la combinación de ritmos entre urbano, pop, balada y trap. Asimismo, el álbum se estrenó junto a su sencillo «Paz perfecta».
De este álbum, se desprenden algunos sencillos como: «Quiébrame» y «Danzando». En este álbum, están incluidas las participaciones de Cales Louima, Niko Eme, Jaydan y Alex Zurdo entre otros.

## Lista de canciones
| N.º | Título                         | Productor(es) | Duración |  |
| 1.  | «Carácter»                     | Kanelo Pro    | 2:08     |  |
| 2.  | «Danzando»                     | GP Rymer      | 2:53     |  |
| 3.  | «Quiébrame» (con Cales Louima) | Brayan Booz   | 3:40     |  |
| 4.  | «Tu amor» (con Niko Eme)       | Brayan Booz   | 3:20     |  |
| 5.  | «Acción vs. Intención»         | Isaac Ramos   | 3:28     |  |
| 6.  | «D.P.»                         | Kanelo Pro    | 4:25     |  |
| 7.  | «Palpitaciones» (con Jaydan)   | Brayan Booz   | 3:34     |  |
| 8.  | «Reflejado en ti»              | Isaac Ramos   | 4:15     |  |
| 9.  | «Cuando Tú estás»              | GP Rymer      | 2:31     |  |
| 10. | «Paz perfecta»                 | Isaac Ramos   | 3:08     |  |

### Ediciones especiales
| N.º | Título                                          | Productor(es)            | Duración |  |
| 1.  | «Quiébrame» (con Cales Louima y Alex Zurdo)     | Brayan Booz              | 3:49     |  |
| 2.  | «Palpitaciones» (con Jaydan y Natan el Profeta) | Brayan Booz              | 3:56     |  |
| 3.  | «Tu amor» (con Niko Eme y Jay Kalyl)            | Brayan Booz, Isaac Ramos | 4:05     |  |